# Stentjärnen (Fjällsjö socken, Ångermanland, 707945-150581)
Stentjärnen är en sjö i Strömsunds kommun i Ångermanland och ingår i Ångermanälvens huvudavrinningsområde.